# Karl VII. (Schweden)

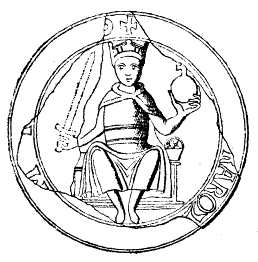
Siegel von Karl Sverkersson; es zeigt den König auf seinem Thron und ist das älteste noch erhaltene Königssiegel Schwedens

Karl VII., Karl Sverkersson, († 12. April 1167 auf Visingsö) war von 1161 bis zu seinem Tod König von Schweden. Die Zählung geht auf Johannes Magnus zurück.

## Leben
Karl Sverkersson war verheiratet mit Kristina, der Tochter von Stig Hvítaledr, einem Großer aus dem mächtigen Hvide-Geschlecht, das auch mit dem dänischen Königshaus verwandt war und u. a. Güter in Skåne hatte, und dessen Frau Margareta, der Tochter von Knud Lavard. Aus dieser kurzen Ehe ging der Sohn Sverker Karlsson hervor.
Karl war der Sohn des 1155 (oder 1156) ermordeten Königs Sverker der Ältere und dessen Frau Ulvhild Håkonsdatter. Nach Ericus Olai von Uppsala übernahm er schon zwei Jahre vor dem Tod Eriks des Heiligen († 1160) den Königstitel seines Vaters in Öst-Götaland. Dass er 1158 König Ostgötalands geworden ist, wird durch einen Brief Papst Hadrians IV. von 1159 an den „König der Göten“ wegen des Peterspfennigs gestützt. Nachdem er 1161 in der Schlacht bei Örebro gegen den damaligen Regenten von Svealand, den dänischen Fürsten Magnus Henriksson, gesiegt und diesen getötet hatte, wurde er auch König von diesem Teil Schwedens.
1164 erteilte der Papst auf Gesuch Karls, der schwedischen Bischöfe und Jarl Ulfs dem Mönch Stefan aus dem Kloster Alvastra, das die Eltern Karls gegründet hatten, das Pallium. Er war damit der erste Erzbischof Schwedens und residierte in Uppsala. Die schwedische Kirche konnte damit sich fast vollständig aus ihrer Abhängigkeit vom dänischen Erzbischof in Lund lösen. Dieser kirchenpolitische Fortschritt war hauptsächlich ein Verdienst Stefans.
Laut der Ersten Nowgorod-Chronik soll im Frühjahr 1164 ein Feldzug nach Ladoga stattgefunden haben, der aber missglückte. Karls Rolle dabei ist nicht überliefert.
Am 12. April 1167 wurde Karl auf Visingsö von Knut Eriksson überfallen und getötet. Man begrub Karl im Kloster von Alvastra.
Von Karls Regierung sind die ältesten erhaltenen mittelalterlichen Urkunden Schwedens und das älteste erhaltene Königssiegel überliefert.